# Пам'ятки монументального мистецтва Гадяцького району
У Гадяцькому районі Полтавської області нараховується 11 пам'яток монументального мистецтва.
| # | назва                                      | адреса                  |
| - | ------------------------------------------ | ----------------------- |
| 1 | Пам'ятник генерал-лейтенанту П. П. Корзуну | м. Гадяч, пл. Революції |
| 2 | Пам'ятник Т. Г. Шевченку                   | с. Біленченківка        |
| 3 | Пам'ятник-бюст Д. М. Дігтярю               | с. Бобрик               |
| 4 | Пам'ятник-бюст Л. М. Духову                | с. Веприк               |
| 5 | Пам'ятник-бюст М. Л. Величаю               | с. Лютенька             |
| 6 | Пам'ятник Т. Г. Шевченку                   | с. Лютенька             |
| 7 | Пам'ятник-бюст М. Е. Пигіді                | с. Петрівка-Роменська   |
| 8 | Пам'ятник-бюст Ф. Ф. Посю                  | с. Сватки               |